# Amicus omnibus, amicus nemini
Amicus omnibus, amicus nemini è una locuzione latina che si traduce letteralmente con «amico a tutti, amico a nessuno». In realtà deriva, da una frase di Aristotele (Etica Eudemia, 1245b 20s) «Nessuno è amico di chi ha (molti) amici».
È una frase che, secondo Diogene Laerzio, era molto diffusa.